# Гончарук Олена Миколаївна
Гончарук Олена Миколаївна (лат. Olena Honcharuk) — солістка Національної опери України, лауреатка премії ім. Д.Луценка, співачка у стилі неокласики, голова та член журі міжнародних конкурсів, завідувачка кафедри вокалу Київської академії мистецтв, художня керівниця хору «Осіннє золото», лауреатка міжнародних конкурсів та фестивалів, педагогиня академічного та естрадного вокалу.

## З життєпису
Закінчила Національну музичну академію України ім. П. І. Чайковського та Київський національний університет культури і мистецтв.
З 2008 року — солістка Національної опери України.
У репертуарі співачки партії: Наталки («Наталка Полтавка» М.Лисенка), Сюзанни («Весілля Фігаро» В.-А.Моцарта), Розалінди («Кажан» Й.Штрауса), Фраскіти, Мікаели («Кармен» Ж.Бізе), Стефано, Маргарити («Ромео і Джульєтта», «Фауст» Ш.Гуно), Віолетти, Аніни, Пажа («Травіата», «Ріголетто» Дж. Верді) та ін. Окрім оперних партій, у репертуарі є багато концертних арій, романсів, пісень українських та зарубіжних композиторів, а також твори у стилі неокласики.
У 2008 брала участь у Міжнародному проєкті постановки опери Ж.Бізе «Кармен» (партія Фраскіти).
Гастролювала у Бельгії, Нідерландах, Болгарії, Угорщині, Німеччині та інших країнах.
Має численні виступи (у тому числі сольні проєкти) на різних концертних майданчиках Києва (Національна філармонія України, Національний палац «Україна», Будинок актора, «Творча вітальня» ім. І.Козловського та ін.).
Працює старшим викладачем у Київському університеті ім. Б.Грінченка.
Має записи на українському телебаченні та радіо. Веде активну педагогічну та наукову діяльність.